# Hieracium nitidum
Hieracium nitidum là một loài thực vật có hoa trong họ Cúc. Loài này được Backh.f. mô tả khoa học đầu tiên năm 1856.